# Pokhariya (Parsa)
Pokhariya (Nepali पोखरीया) ist eine Stadt (Munizipalität) im Distrikt Parsa im mittleren Terai Nepals.
Pokhariya liegt 14 km westnordwestlich von Birganj.
Die Stadt Pokhariya entstand 2014 aus dem Zusammenschluss der Village Development Committees Basantpur, Govindapur, Pokhariya, Sirsiya Khalwatola und Surjaha.
Das Stadtgebiet umfasst 26 km².

## Einwohner
Bei der Volkszählung 2011 hatten die VDCs, aus welchen die Stadt Pokhariya entstand, 27.672 Einwohner (davon 14.221 männlich) in 4075 Haushalten.